# La Tribune de l'Aube
La Tribune de l'Aube était un quotidien régional publié à Troyes entre 1901 et 1942. Il a pris la suite du journal Le Petit Républicain de l'Aube, publié entre 1886 et 1901.
En 1931, le journal change de nom pour devenir La Tribune de l'Aube et de la Haute-Marne. Il modifie son titre une nouvelle fois en novembre 1942 pour devenir La Tribune de l'Est. Le journal est alors un périodique collaborationniste. C'est pourquoi la société qui le publie est dissoute en 1945 et ses biens sont confisqués. L'Est-Éclair lui succède.

## Sources